# Harman și Ising
Hugh Harman (n. 31 august 1903 – 25 noiembrie 1982) și Rudolf „Rudy” Ising (7 august 1903 – 18 iulie 1992) au fost doi animatori americani cunoscuți pentru fondarea studiorilor de animație ale companiilor Warner Bros. și Metro-Goldwyn-Mayer. Printre cele mai cunoscute creații se află personajul Bosko, creat în 1927 de Hugh Harman înante de a părăsi studioul Disney, desenul cu caracter anti-război Peace on Earth (română Pace pe Pământ) din 1939 și The Milky Way, care a primit Premiul Oscar pentru cel mai bun scurt metraj animat în 1940.